# Canaman
Canaman è una municipalità di quarta classe delle Filippine, situata nella Provincia di Camarines Sur, nella Regione del Bicol.
Canaman è formata da 24 baranggay:
- Baras (Pob.)
- Del Rosario
- Dinaga (Pob.)
- Fundado
- Haring
- Iquin
- Linaga
- Mangayawan
- Palo
- Pangpang (Pob.)
- Poro
- San Agustin

- San Francisco
- San Jose East
- San Jose West
- San Juan
- San Nicolas
- San Roque
- San Vicente
- Santa Cruz (Pob.)
- Santa Teresita
- Sua
- Talidtid
- Tibgao (Pob.)